# Уилям Мейкпийс Такъри
Уилям Мейкпийс Такъри (на английски: William Makepeace Thackeray, на български издаван като Текери) е британски писател, хуморист.
Той е автор на прочутата сатира за нравите в английското общество „Панаир на суетата“ (Vanity Fair: A Novel without a Hero) от 1848 година, която излиза на части, започвайки от януари 1847. Именно тази му творба го утвърждава на литературната сцена, а авторът става знаменитост за времето си, като компанията му е желана именно от хората, които осмива в „Панаир на суетата“. В светските среди е издиган редом с прочути автори като Чарлз Дикенс.

## Творби
- The Yellowplush Papers (1837)
- Catherine (1839–40)
- A Shabby Genteel Story (1840)
- The Irish Sketchbook (1843)
- The Luck of Barry Lyndon (1844), екранизиранизиран под заглавието Barry Lyndon от режисьора Стенли Кубрик
- Notes of a Journey from Cornhill to Grand Cairo (1846), под псевдонима Mr M. A. Titmarsh
- Mrs. Perkins's Ball (1846), под псевдонима M. A. Titmarsh
- The Book of Snobs (1848), която популяризира понятието сноб
- Vanity Fair (1848)
- Pendennis (1848–1850)
- Rebecca and Rowena (1850), пародийно продължение на Айвънхоу
- The Paris Sketchbook (1840)
- Men's Wives (1852)
- The History of Henry Esmond (1852)
- The English Humorists of the Eighteenth Century (1853)
- The Newcomes (1855)
- The Rose and the Ring (1855)
- The Virginians (1857–1859)
- Four Georges (1860-1861)
- The Adventures of Philip (1862)
- Roundabout Papers (1863)
- Denis Duval (1864)
- The Orphan of Pimlico (1876)
- Sketches and Travels in London
- Stray Papers: Being Stories, Reviews, Verses, and Sketches (1821-1847)
- Literary Essays
- The English Humorists of the eighteenth century: a series of lectures (1867)
- Lovel the Widower
- Ballads
- Christmas Books
- Samuel Titmarsh
- Miscellanies
- Stories
- Burlesques
- Irish Sketchbook volume 2
- Character Sketches
- Critical Reviews
- Second Funeral of Napoleon